# I Won’t Let You Down

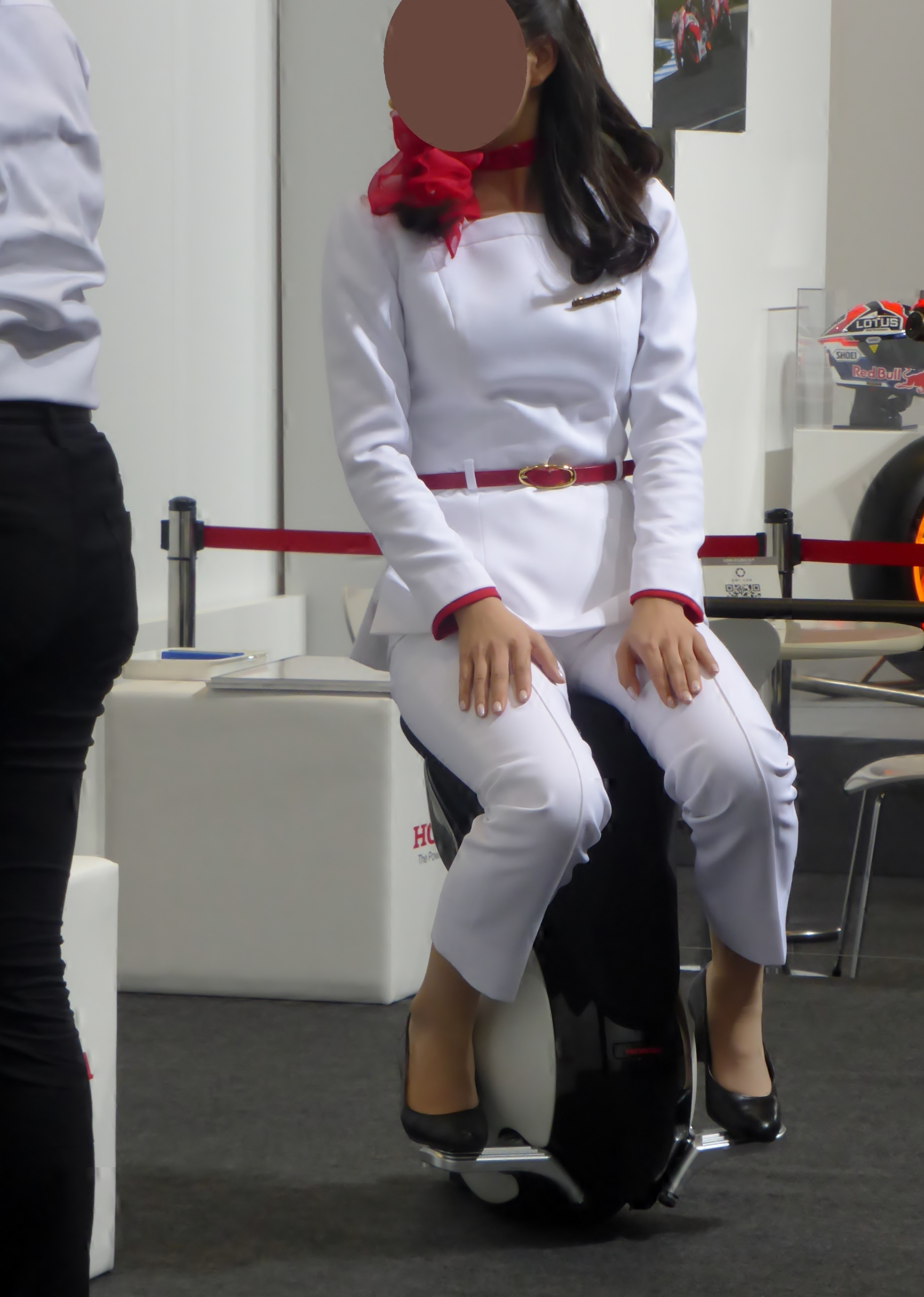
В видеоклипе песни «I Won’t Let You Down» были использованы многочисленные мобильные девайсы Honda UNI-CUB

«I Won’t Let You Down» — песня американской альтернативной рок-группы OK Go, вышедшая в качестве 2-го сингла с их четвёртого студийного альбома Hungry Ghosts (2014) и ставшая популярной, благодаря необычной хореографии их видеоклипа. Авторами песни обозначена вся группа OK Go. За несколько недель песня дошла до № 7 чарта Hot Rock Songs журнала Billboard, а также достигла № 22 в японском хит-параде Japan Hot 100. 30 августа на церемонии MTV VMA 2015 видеоклип «I Won’t Let You Down» выиграл награду в категории «Лучшая хореография» (Best Choreography).

## История
Песня написана в стиле диско и по словам фронтмена группы Дэмиена Кулаша испытывает сильное влияние группы Jackson Five и певицы Diana Ross. Релиз песни состоялся 8 декабря 2014 года, и она появилась в молодёжной музыкальной мелодраме «Шаг вперёд: Всё или ничего» (Step Up: All In). Песня дебютировала на 71-м месте в американском хит-параде Billboard Hot 100.
Музыкальное видео для песни «I Won’t Let You Down» впервые вышло в эфир 27 октября 2014 года в шоу The Today Show. В видеоклипе песни «I Won’t Let You Down» были использованы многочисленные компактные электроскутеры UNI-CUBs фирмы Хонда: все члены группы (и некоторые из нескольких сотен танцоров), передвигаются в клипе, сидя на них. Видео было снято на камеру, смонтированную на октокоптере, который производил съёмку от низкого земного уровня до уровня птичьего полёта и в финале до высоты в 700 м. Музыкальное видео сразу после релиза стало популярным (вирусным) и за 2 дня его просмотрели более 6 млн пользователей YouTube и оно достигло позиции № 1 в чарте Billboard/Twitter Trending 140 chart.

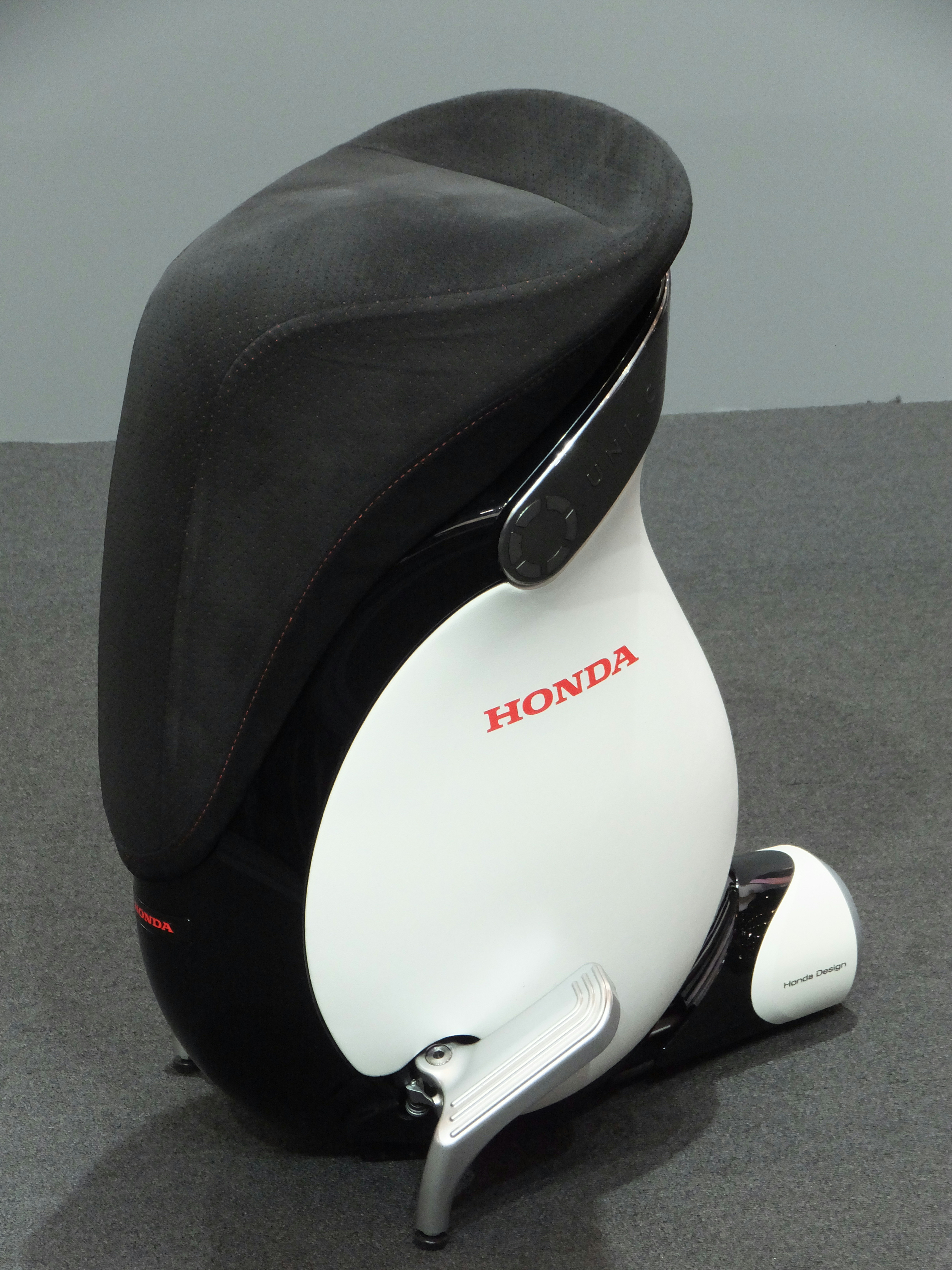
Внешний вид использованного в клипе песни электроскутера Honda UNI-CUB
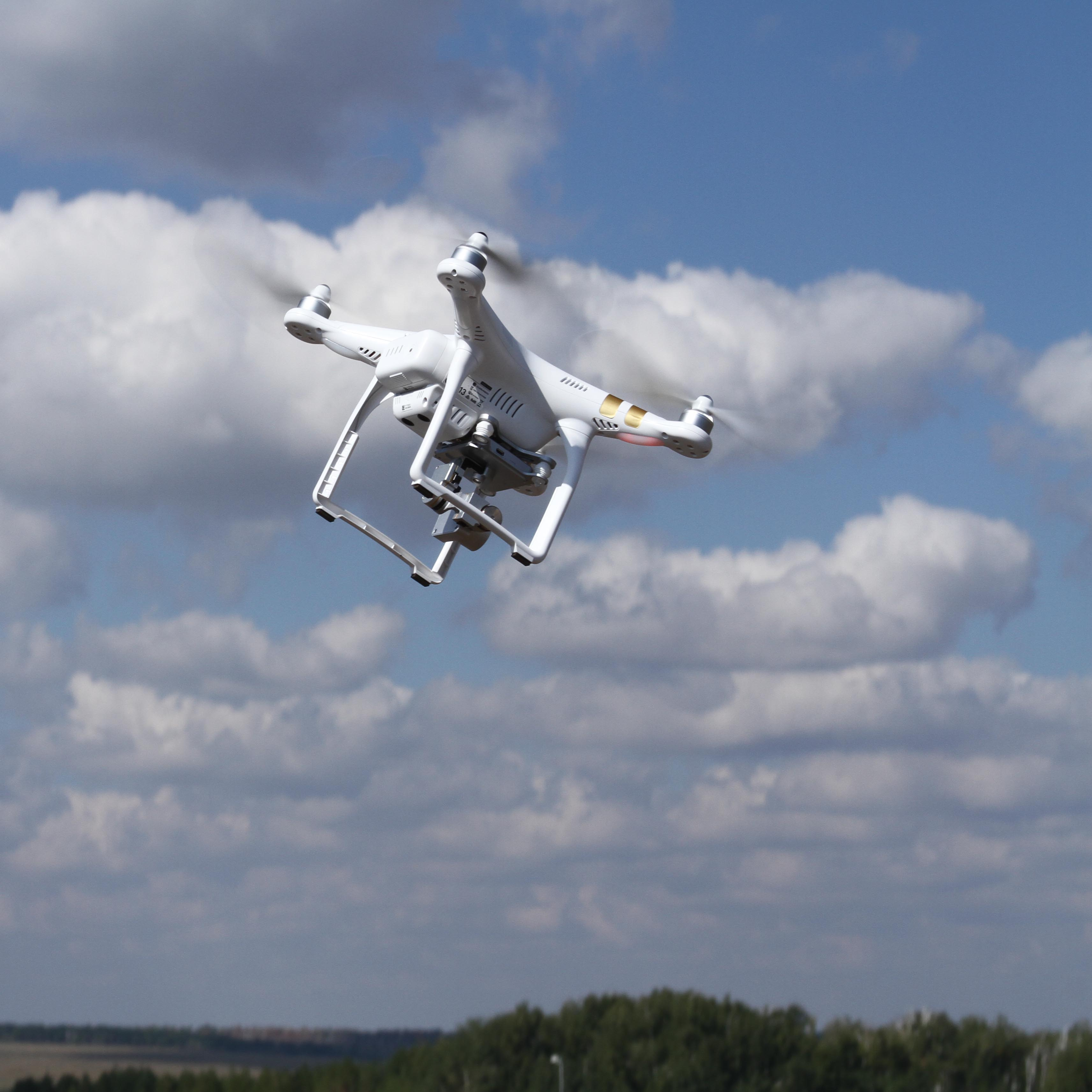
Для съёмки клипа использовались мультикоптеры

## Награды и номинации
Источники:.
| Награда                | Категория                                | Результат |
| ---------------------- | ---------------------------------------- | --------- |
| Церемония MTV VMA 2015 | «Лучшая хореография» (Best Choreography) | Победа    |

## Чарты

### Еженедельные чарты
| Чарт (2014)                                  | Высшая позиция |
| -------------------------------------------- | -------------- |
| Япония (Billboard Japan Hot 100)             | 22             |
| США (Billboard Hot 100)                      | 71             |
| США (Billboard Hot Rock & Alternative Songs) | 7              |